# Oppsjön (Österåkers socken, Uppland)
Oppsjön är en sjö i Österåkers kommun i Uppland och ingår i Norrtäljeån-Åkerströms kustområde. Sjöns area är 0,036 kvadratkilometer och den befinner sig 35 meter över havet.